# Decimiana hebardi
Decimiana hebardi (лат.) — вид богомолов из семейства Acanthopidae (Mantodea). Южная Америка: Боливия.
Самец: ширина головы 4,6—5,8 мм, длина пронотума — 9—12 мм, длина передних тазиков — 6,5—8,8 мм, длина передних бёдер — 8—11 мм, надкрылья — 3—4 см. Самка: ширина головы около 6 мм, длина пронотума — 8,8—11,6 мм, длина передних тазиков — 8—11 мм, длина передних бёдер — 8—12 мм, надкрылья — около 2 см.
Вид был описан в 2000 году и назван в честь энтомолога Моргана Хебарда (Morgan Hebard) за его крупный вклад в изучение богомолов.